# Majholmsgrynnan
Majholmsgrynnan är en ö nära Majholmen i Nagu,  Finland.   Den ligger i Pargas stad i den ekonomiska regionen  Åboland  och landskapet Egentliga Finland. Ön ligger just väster om Majholmen, omkring 10 kilometer nordost om Nagu kyrka,  25 kilometer sydväst om Åbo och 160 km väster om Helsingfors. Närmaste allmänna förbindelse är förbindelsebryggan vid Själö som trafikeras av M/S Falkö och M/S Östern.